# Brasile ai Giochi della X Olimpiade
Il Brasile ha partecipato ai Giochi della X Olimpiade di Los Angeles, svoltisi dal 30 luglio al 14 agosto 1932, con una delegazione di 28 atleti di cui una donna Maria Lenk, prima donna sudamericana a partecipare ai Giochi olimpici.

## Risultati

### Atletica leggera
Corse Maschili
| Evento             | Atleta                 | Batteria | Batteria  | Quarti          | Quarti          | Finale          | Finale          |
| Evento             | Atleta                 | Tempo    | Posizione | Tempo           | Posizione       | Tempo           | Posizione       |
| ------------------ | ---------------------- | -------- | --------- | --------------- | --------------- | --------------- | --------------- |
| 100 metri piani    | José de Almeida        | 11.0     | 2°        | 10.8            | 4°              | Non qualificato | Non qualificato |
| 100 metri piani    | Ricardo Guimarães      | 11.5     | 4°        | Non qualificato | Non qualificato | Non qualificato | Non qualificato |
| 100 metri piani    | Mario Marques          | 11.4     | 5°        | Non qualificato | Non qualificato | Non qualificato | Non qualificato |
| 400 metri piani    | Domingos Puglisi       | 50.8     | 3°        | 50.1            | 5°              | Non qualificato | Non qualificato |
| 800 metri piani    | Domingos Puglisi       | 1:59.4   | 6°        | -               | -               | Non qualificato | Non qualificato |
| 800 metri piani    | Nestor Gomes           | 2:00.5   | 6°        | -               | -               | Non qualificato | Non qualificato |
| 1500 metri piani   | Armando Bréa           | DNF      | DNF       | -               | -               | Non qualificato | Non qualificato |
| 1500 metri piani   | Nestor Gomes           | DNF      | DNF       | -               | -               | Non qualificato | Non qualificato |
| 10000 metri piani  | Adalberto Cardoso      | -        | -         | -               | -               | Non rilevato    | 13°             |
| Maratona           | João Clemente da Silva | -        | -         | -               | -               | Non rilevato    | 19°             |
| Maratona           | Matheus Marcondes      | -        | -         | -               | -               | DNF             | DNF             |
| 110 metri ostacoli | Sylvio Padilha         | 14.7     | 4°        | Non qualificato | Non qualificato | Non qualificato | Non qualificato |
| 110 metri ostacoli | Antônio Giusfredi      | 15.3     | 5°        | Non qualificato | Non qualificato | Non qualificato | Non qualificato |
| 400 metri ostacoli | Sylvio Padilha         | 55.1     | 4°        | Non qualificato | Non qualificato | Non qualificato | Non qualificato |
| 400 metri ostacoli | Carlos dos Reis Filho  | 55.8     | 4°        | Non qualificato | Non qualificato | Non qualificato | Non qualificato |

Salti e lanci
| Evento                 | Atleta          | Finale | Finale    |
| Evento                 | Atleta          | Misura | Posizione |
| ---------------------- | --------------- | ------ | --------- |
| Salto con l'asta       | Lúcio de Castro | 3.90   | 6°        |
| Salto con l'asta       | Carlos Nelli    | NH     | NH        |
| Salto in lungo         | Clóvis Raposo   | 6.43   | 8°        |
| Getto del peso         | Antônio Lira    | NH     | NH        |
| Lancio del martello    | Carmine Giorgi  | 36.45  | 13°       |
| Lancio del giavellotto | Heitor Medina   | 58.00  | 11°       |

Prove multiple
| Evento    | Atleta          | 100 m |
| --------- | --------------- | ----- |
| Decathlon | Carlos Woebcken | DNF   |

### Canottaggio
| Evento        | Atleta | Batteria | Batteria  | Repeschage      | Repeschage      | Finale          | Finale          |
| Evento        | Atleta | Tempo    | Posizione | Tempo           | Posizione       | Tempo           | Posizione       |
| ------------- | --- | -------- | --------- | --------------- | --------------- | --------------- | --------------- |
| Due di coppia | Henrique Tomassini Adamor Gonçalves | 7:38.8   | 3°        | 7:57.8          | 3°              | Non qualificato | Non qualificato |
| Due con       | Estevan Strata José Ramalho Francisco de Bricio                                                                                                  | -        | -         | -               | -               | 8:53.2          | 4°              |
| Quattro con   | Osório Pereira Olivério Popovitch Durval Lima João Francisco de Castro Americo Fernandes                                                         | 7:29.4   | 4°        | Non qualificato | Non qualificato | Non qualificato | Non qualificato |
| Otto          | Vasco de Carvalho Joaquim Faria Osório Pereira Cláudionor Provenzano Antônio Rebello Júnior Fernando Abreu José de Campos José Mò Amaro da Cunha | 6:52.2   | 4°        | DNS             | DNS             | Non qualificato | Non qualificato |

### Nuoto
Gare maschili
| Evento              | Atleta                                                  | Batteria | Batteria  | Finale          | Finale          |
| Evento              | Atleta                                                  | Tempo    | Posizione | Tempo           | Posizione       |
| ------------------- | ------------------------------------------------------- | -------- | --------- | --------------- | --------------- |
| 100m stile libero   | Manoel Villar                                           | 1:08.4   | 6°        | Non qualificato | Non qualificato |
| 100m stile libero   | João Pereira                                            | 1:08.2   | 6°        | Non qualificato | Non qualificato |
| 100m dorso          | Jorge de Paula                                          | 1:29.2   | 3°        | Non qualificato | Non qualificato |
| 100m dorso          | Benvenuto Nuñes                                         | 1:21.0   | 5°        | Non qualificato | Non qualificato |
| 200m rana           | Harry Forsell                                           | 3:14.6   | 6°        | Non qualificato | Non qualificato |
| 4x200m stile libero | Manuel Silva Isaac Morais Manoel Villar Benvenuto Nuñes | -        | -         | 10:36.5         | 7°              |

Gare femminili
| Evento            | Atleta     | Batteria | Batteria  | Finale          | Finale          |
| Evento            | Atleta     | Tempo    | Posizione | Tempo           | Posizione       |
| ----------------- | ---------- | -------- | --------- | --------------- | --------------- |
| 100m stile libero | Maria Lenk | 1:25.8   | 5°        | Non qualificata | Non qualificata |
| 100m dorso        | Maria Lenk | DQ       | DQ        | Non qualificata | Non qualificata |
| 200m rana         | Maria Lenk | 3:26.6   | 4°        | Non qualificata | Non qualificata |

### Pallanuoto
| Atleta | Classifica |                    |
| --- | --- | ------------------ |
| V · D · M Nazionale maschile brasiliana di pallanuoto · Giochi olimpici - Los Angeles 1932 Dudú · Branco · Pernambuco · de Lorenzo · Jacó · Dengo · Serpa · Theberge · Pessoa · Saliture · Di Blasio · CT : - | Squalificata |                    |
| Nazionale maschile brasiliana di pallanuoto · Giochi olimpici - Los Angeles 1932 | |                    |
| Dudú · Branco · Pernambuco · de Lorenzo · Jacó · Dengo · Serpa · Theberge · Pessoa · Saliture · Di Blasio · CT: -                                                                                             | Dudú · Branco · Pernambuco · de Lorenzo · Jacó · Dengo · Serpa · Theberge · Pessoa · Saliture · Di Blasio · CT: - | Brasile (bandiera) |

### Tiro a segno
| Evento             | Atleta              | Punti | Classifica |
| ------------------ | ------------------- | ----- | ---------- |
| Pistola 25m        | Eugenio do Amaral   | 17    | 13°        |
| Pistola 25m        | Bráz Magaldi        | 15    | 17°        |
| Pistola 25m        | Antônio da Silveira | 15    | 17°        |
| Fucile 50m a terra | Manoel Braga        | 284   | 19°        |
| Fucile 50m a terra | Antônio Guimarães   | 282   | 20°        |
| Fucile 50m a terra | José Castro         | 277   | 24°        |